# Grua monjo
La grua monjo (Grus monacha) és una espècie d'ocell de la família dels grúids (Gruidae) que habita la taigà al sud-est de Sibèria i passa l'hivern a l'est de la Xina i el sud de Corea i del Japó.